# Fräulein Julie
Pour les articles homonymes, voir Mademoiselle Julie et Mademoiselle Julie (homonymie).
Pour plus de détails, voir Fiche technique et Distribution.
Fräulein Julie (Mademoiselle Julie) est un film muet dramatique allemand réalisé par Felix Basch et sorti en  1922. 
Le scénario est inspiré de la pièce Mademoiselle Julie d'August Strindberg. Asta Nielsen tient le rôle-titre de Julie.

## Synopsis
Quelque part dans une petite ville suédoise. Julie, fille d'un comte, grandit sur le domaine de ses parents. Sa mère la contrôle strictement. Déçue par un amant, la mère de Julie lui demande de jurer de ne jamais devenir totalement dépendante d'un homme. La vieille comtesse est de plus en plus dérangée mentalement et un jour elle met le feu au château familial. Alors que la comtesse meurt d'une mort cruelle dans les flammes, le jeune, agile et puissant serviteur Jean sauve la jeune comtesse Julie.
Les années passent et Julie retrouve Jean. Bien qu'elle le méprise, en fait par conscience de classe et arrogance sociale, elle commence une liaison avec Jean et le suit dans sa chambre. Mais elle n'a aucune idée que ce n'est pas seulement la pure convoitise qui pousse Jean vers elle. Il voit plutôt la fille du comte comme un moyen de parvenir à ses fins. Il persuade Julie de voler de l'argent sur le bureau de son père et de partir avec lui. Mais le père revient plus tôt que prévu. Jean tend à Julie un rasoir pour qu'elle puisse mettre fin à ses jours, et elle le fait.  

## Fiche technique
- Titre original : Fräulein Julie
- Réalisation : Felix Basch
- Scénario : Max Jungk, Julius Urgiß, d'après la pièce de théâtre Mademoiselle Julie d'August Strindberg
- Photographie : Julius Balting
- Montage :
- Musique :
- Pays de production : République de Weimar
- Langue originale : muet, sous-titres en allemand
- Format : noir et blanc
- Genre : dramatique
- Durée : 50 minutes
- Dates de sortie :  
  - République de Weimar[pas clair] : 2 février 1922 (Berlin)

## Distribution
- Asta Nielsen : Julie
- William Dieterle : Jean - Waiter
- Lina Lossen : The Countess
- Arnold Korff : The Count
- Käthe Dorsch : Christine - Kitchen Maid
- Olaf Storm : The Bridegroom
- Georg H. Schnell : The Friend
- Ernst Gronau :